# Oliwia Spiker
Oliwia Spiker, wcześniej Oliwia Łuczak (ur. 24 listopada 1981 w Schwelmie) – polsko-niemiecka bokserka amatorska.

## Życiorys
Mieszka w Wuppertalu.
Oliwia Spiker jest trzykrotną mistrzynią Niemiec Zachodnich, trzecia na mistrzostwach Niemiec 2004 i 2005. Mistrzyni Niemiec 2006 i 2008 w wadze półśredniej oraz mistrzynią Niemiec 2007, 2009, 2010 i 2011 w wadze 63 kg.
Podczas mistrzostw Polski 2006 wywalczyła tytuł wicemistrzyni, a w 2007 tytuł mistrzyni Śląska w wadze półśredniej. W 2008, 2010 i 2011 zdobyła tytuł mistrzyni Polski w wadze półśredniej.
Oliwia Spiker jest członkiem polskiej kadry narodowej kobiet, z którą wystąpiła na mistrzostwach Europy 2007 w Vejle (Dania) i wywalczyła tytuł wicemistrzyni Europy.

## Wyróżnienia
Została wyróżniona "honorową Igłą" NABV oraz uzyskała tytuł sportsmenki miasta Wuppertal 2005 i 2006